# District de Higashiusuki
Le district de Higashiusuki (東臼杵郡, Higashiusuki-gun) est un district de la préfecture de Miyazaki, au Japon.

## Géographie

### Démographie
Le 1er avril 2008, le district de Higashiusuki comptait 30 384 habitants répartis sur une superficie de 1 292,99 km2 (densité de population de 23 hab./km2).

### Municipalités du district
Le district de Higashiusuki comprend deux bourgs : Kadogawa, Misato et deux villages : Morotsuka, Shiiba.